# ديزموند دوبي
ديزموند دوبي (بالإنجليزية: Desmond Dube)‏ (مواليد 27 نوفمبر 1969)، هُو مُمثل ومُغن جنوب أفريقي. شارك ديزموند في عدة أفلام أبرزها فيلم فندق رواندا سنة 2004.

## وصلات خارجية
- ديزموند دوبي في قاعدة بيانات الأفلام على الإنترنت